# Mühlauer Bach
Der Mühlauer Bach ist ein linker Zufluss des Inns in Innsbruck, von der Nordkette des Karwendels.

## Lauf
Der Mühlauer Bach entspringt im Bereich der Arzler Reis[s]e, dem Kar unterhalb der Arzler Scharte zwischen Mandlspitze (2366 m ü. A.) und Rumer Spitze. Er durchbricht das Nördliche Mittelgebirge in südlicher Richtung durch die Mühlauer Klamm und fließt nach Innsbruck-Mühlau. Der letzte Abschnitt des Bachs ist verrohrt.
Bis zur Mündung in den Inn erreicht er eine Länge von ca. 3,5 km und liegt – bis auf die Quelle auf der Rumer Alm – zur Gänze auf Innsbrucker Stadtgebiet.

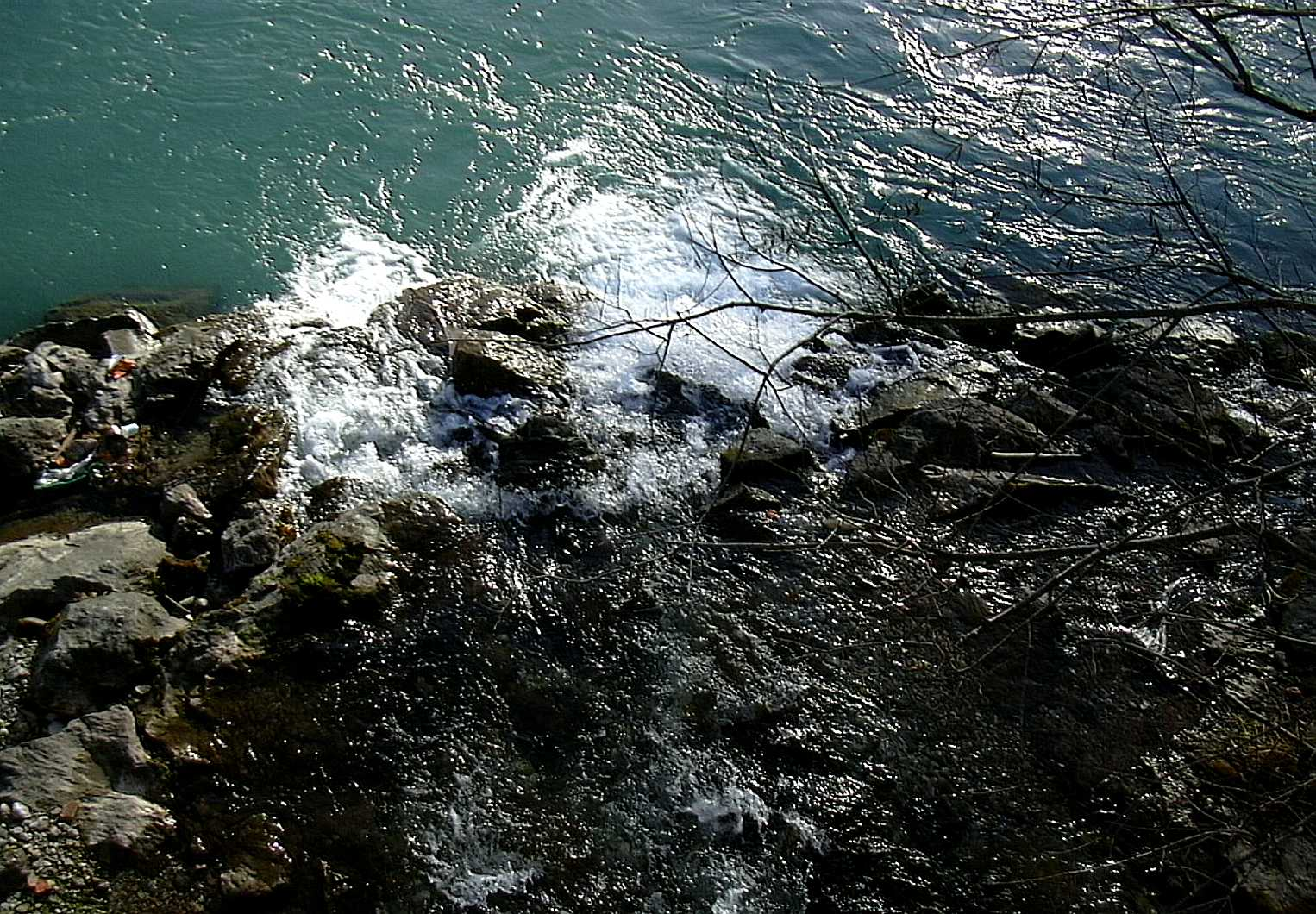
Einmündung in den Inn

Die beiden Quellgerinne des Mühlauerbachs werden speziell Wurmbach und Mühlauer Klammbach genannt.

## Hydrographie und Geologie
Die Quellen des Mühlauerbachs sind mit die ergiebigsten im Bereich der Nordkette. Das ist durch das vergleichsweise kleine Einzugsgebiet an der Oberfläche nicht erklärbar, diese trägt wohl nur ein Zehntel zur Schüttung bei. Die  Erklärung liegt im geologischen Aufbau der Nordkette, die hier einen umfangreichen Quellhorizont zutage treten lässt.

## Nutzung

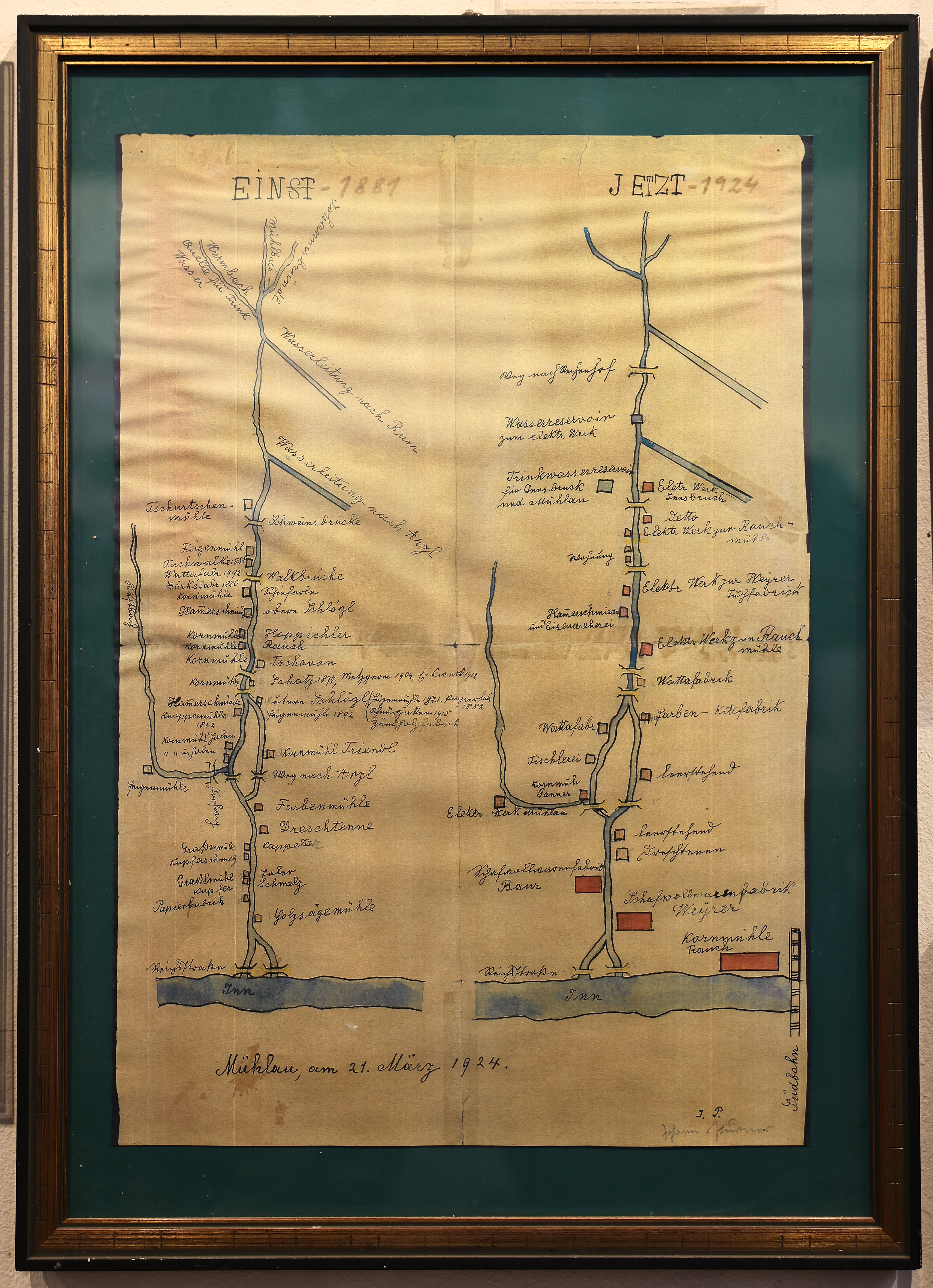
Wasserkraft-Nutzung des Mühlauer Bachs (1881 und 1924)

Der Bach ist seit dem Hochmittelalter für die Wasserversorgung bedeutend und wurde nach Innsbruck, aber auch Rum und Arzl mit Kanälen angezapft. Mühlau heißt 1288 Arcelmülin, was die Bedeutung auch als Kraftnutzwasser zeigt. Reste der Kanäle (Bach nach Mühlau),  sind noch heute im Gelände sichtbar.
Der Oberlauf bis zur Schillersiedlung hat heute Gewässergüteklasse I, dort ist auch das Haupttrinkwasser-Reservoir der Stadt Innsbruck angesiedelt. Dieses Wasserwerk trägt die Bezeichnung Trinkwasserkraftwerk Mühlau, in welchem das Trinkwasser über einen Druckstollen zur Erzeugung von Strom verwendet wird. Anschließend wird das Wasser in das Trinkwassernetz der Stadt Innsbruck eingespeist. Am Mühlauer Bach gibt es noch ein zweites Kraftwerk, das Naturstromkraftwerk Mühlau.

## Sage
Das Ende der Mühlauer Klamm, die der Bach oberhalb von Mühlau durchquert, nennt sich Teufelskanzel, wo der Sage nach ein Tatzelwurm bekämpft wurde, dessen Blut in Wasser umgewandelt worden sei. Daher wird der Bach nach wie vor auch als Wurmbach bezeichnet.